# Haemerosia
Haemerosia is een geslacht van vlinders van de familie uilen (Noctuidae).

## Soorten
- H. renalis (Hübner, 1813)
- H. vassilininei A. Bang-Haas, 1912